# Giffnock
Giffnock es la localidad-capital del concejo de East Renfrewshire, en Escocia (Reino Unido), con una población estimada a mediados de 2016 de 12 300 habitantes.
Se encuentra ubicada en la zona oeste de Escocia, a poca distancia al sur de la ciudad de Glasgow.